# Аршамбо IX де Бурбон
Аршамбо IX Молодой (фр. Archambaud IX Le Jeune; ум. 19 января 1249) — сеньор де Бурбон с 1242, старший сын Аршамбо VIII Великого.

## Биография
Точный год рождения Аршамбо неизвестен. И не совсем ясно, от какого он брака родился. Сайт «Foundation for Medieval Genealogy» указывает, что Аршамбо IX родился от второго брака Аршамбо VIII с Беатрис де Монлюсон. При этом сайт со ссылкой на Lexikon des Mittelalter: Band II Spalte 501 указывает, что Аршамбо IX родился около 1205/1210 года и происходил от первого брака Аршамбо VIII с Гигоной де Форе.
По отцовской линии Аршамбо IX происходил из шампанского дома Дампьер. Его отец, Аршамбо VIII, от своей матери унаследовал овернскую сеньорию Бурбон.
В феврале 1228 года Аршамбо IX помолвили с Иоландой де Шатильон, внучкой Матильды де Куртене, графини Невера, Осера и Тоннера. Этот брак в будущем принесёт потомкам Аршамбо и Иоланды владения Матильды.
В 1242 году умер его отец, благодаря чему Аршамбо IX унаследовал сеньорию Бурбон.
В феврале 1248 года был заключён контракт о браке двух дочерей Аршамбо с сыновьями герцога Бургундии Гуго IV: Матильда была выдана за Эда, старшего сына и наследника герцога, а Агнес — за Жана, младшего брата Эда. Затем Аршамбо вместе с женой в составе французской армии короля Людовика IX отправился в Седьмой крестовый поход, однако в январе 1249 года он умер на Кипре.
Сыновей он не оставил, его владения унаследовала сначала старшая дочь Матильда, а после её смерти — другая дочь, Агнес. Внук Агнес, Людовик I де Бурбон, стал основателем династии Бурбонов.

## Брак и дети
Жена: с ок. 30 мая 1228 Иоланда де Шатильон (ум. 1254), дама де Донзи с 1250, наследница графств Невер, Осер и Тоннер с 1250, дочь Ги де Шатильона, графа де Сен-Поль, и Агнессы II де Невер. Дети:
- Матильда II де Бурбон-Дампьер (ок. 1234—1262), дама де Бурбон с 1249, дама де Донзи с 1254, графиня Невера, Тоннера и Осера с 1257; муж: с 1248 Эд Бургундский (1230 — 4 августа 1266), граф Невера, Осера, Тоннера и сеньор де Донзи, де Перш-Гуэ и де Монмирай
- Агнес де Бурбон-Дампьер (1237 — 5 сентября 1287/30 июня 1288), дама де Бурбон с 1262; 1-й муж: с 1248 Жан Бургундский (1231 — 29 сентября 1268), граф Шароле; 2-й муж: с 1277 Роберт II Благородный (август 1250 — 11 июля 1302), граф Артуа с 1250